# Munich Opera Horns

Munich Opera Horns

Die Munich Opera Horns sind ein professionelles Blechbläserensemble aus München. Das Ensemble setzt sich aus der Horngruppe des Bayerischen Staatsorchesters zusammen und besteht aktuell aus zehn Musikerinnen und Musikern. Die Munich Opera Horns geben regelmäßig Konzerte und spielten bereits mehrere Tonträger ein.

## Geschichte
Die Horngruppe des Bayerischen Staatsorchesters kann auf eine lange Geschichte zurückblicken: Bereits 1706 wurden die ersten Hornisten an der Münchner Hofkapelle angestellt. Seitdem war die Horngruppe bei zahlreichen Uraufführungen von Werken beteiligt, die heute zum Standardrepertoire zählen, darunter Richard Wagners Tristan und Isolde, Die Meistersinger von Nürnberg und Das Rheingold. Um auch abseits des Orchestergrabens den eigenen Stil und einen möglichst homogenen Klang zu kultivieren sowie weiterhin musikalische Traditionen zu pflegen, um zugleich aber auch neue künstlerische Wege beschreiten zu können, tritt die Horngruppe des Bayerischen Staatsorchesters seit 2007 unter dem Namen Munich Opera Horns regelmäßig auch als Kammermusikensemble auf. Das Ensemble spielt hierbei neue Arrangements von Werken aus Barock bis Moderne, außerdem bringen sie Stücke von Komponisten der Gegenwart zur Aufführung. So haben Komponisten wie Miroslav Srnka und Samy Moussa bereits Werke eigens für die Munich Opera Horns geschrieben.

## Diskografie
- 2012: Fan Faire – Das erste Album
- 2012: Robert Schumann: Konzertstück für vier Hörner (mit dem Bayerischen Staatsorchester unter der Leitung von Kent Nagano)
- 2015: Munich Opera Horns, Kent Nagano & Audi Jugendchorakademie – Das zweite Album
- 2023: Munich Opera Horns, Voyager

## Preise und Auszeichnungen
- Festspielsonderpreis 2018 (vergeben durch die Gesellschaft zur Förderung der Münchner Opernfestspiele e.V.)